# Jürgen Ohlsen
Jürgen Ohlsen (* 15. März 1917 in Berlin-Schöneberg; † 23. September 1994 in Düsseldorf) war ein deutscher Schauspieler. Er wurde vor allem als Darsteller der Hauptrolle des „Heini Völker“ in dem NS-Propagandafilm Hitlerjunge Quex aus dem Jahr 1933 bekannt. Ohlsen ist neben Ernst Udet in einer weiteren Hauptrolle als „Heinz Muthesius“ in dem NS-Propagandafilm Wunder des Fliegens aus dem Jahr 1935 zu sehen.

## Leben
Ohlsen war der Sohn eines Ingenieurs dänischer Abstammung. Im Dezember 1932 trat er in die Hitlerjugend ein.
Er bekam 1933 die Rolle des „Heini Völker“ in dem Propagandafilm Hitlerjunge Quex, die ursprünglich Hermann Braun (1917–1945) hätte übernehmen sollen, der jedoch wegen einer plötzlichen und langwierigen Krankheit ausfiel. Auf der panischen Suche nach einem Ersatz machte Opernsänger Willi Domgraf-Fassbaender auf Ohlsen aufmerksam, der gelegentlich als Sängerjunge am Staatstheater Berlin auftrat.
Er spielte, neben Heinrich George als seinem Vater und Berta Drews als seiner Mutter, unter der Regie von Hans Steinhoff den begeisterten Hitlerjungen, der schließlich von Kommunisten ermordet wird. Im Vorspann wird er nur anonym als „ein Hitlerjunge“ erwähnt. Ob Ohlsen tatsächlich Mitglied der Hitlerjugend war, ist umstritten, angeblich sei er sogar Mitglied der verbotenen bündischen Südlegion gewesen.
Von der NSDAP wurde er als Idealgestalt eines Hitlerjungen auf Tournee durch ganz Deutschland geschickt. Er wurde im Rundfunk interviewt, und sein Bild fand, ohne Nennung seines Namens, auf einer Postkarte weite Verbreitung. Ebenfalls 1933 spielte er im sechsminütigen Kurzfilm Alle machen mit ebenfalls die Rolle des „Heini Völker“. 1935 war er als „Heinz Muthesius“ in Wunder des Fliegens als flugbegeisterter Jugendlicher im Deutschen Luftsport-Verband zu sehen. Dies wurde sein letzter Film; Ohlsen wurde 1935 offenbar aus der Hitlerjugend ausgeschlossen, da er verdächtigt wurde, mit Juden Tennis gespielt zu haben. Offiziell wurde dies zwar dementiert, aber der Jungstar verschwand in den folgenden Jahren zusehends aus der Öffentlichkeit.
Dem „Jugendführer des Deutschen Reiches“ Baldur von Schirach wurden pädo- beziehungsweise hebephile Neigungen und Beziehungen zu Hitlerjungen, besonders zu Jürgen Ohlsen, nachgesagt, die sich jedoch aus historisch-kritischer Sicht nicht substantiieren lassen. Allerdings soll seit etwa 1933/34 das abgeleitete Verb quexen für sich homosexuell betätigen in der HJ gebräuchlich gewesen sein. Schriftlich belegt ist dieses Wort in dem im Herbst 1938 abgeschlossenen und 1940 in London auf Englisch erschienenen Buch Hitler Youth von Hans Siemsen. Auf Deutsch erschien es erstmals 1947 unter dem Titel Die Geschichte des Hitlerjungen Adolf Goers und beruht auf mündlichen Erzählungen des Rheinländers Walter Dickhaut, welcher nach brutalen Verhören durch die Gestapo Anfang 1936 aus Deutschland fliehen konnte und die letzte große Liebe Siemsens wurde. Laut einer Kritik an der nationalsozialistischen Filmpolitik in einer österreichischen Zeitung vom März 1935 soll Ohlsen „vor kurzem“ wegen Vergehen nach dem noch nicht verschärften Homosexuellenparagraphen 175 ins Konzentrationslager gekommen sein. James Ohlsen mutmaßte 1994 in einem Artikel, Jürgen Ohlsen sei, nachdem die Partei seine homosexuelle Neigung entdeckt hatte, von dieser unauffällig beseitigt worden.
In Wirklichkeit nahm Ohlsen in Breslau ein Ingenieur-Studium auf. Ende 1938 ging er nach Baden bei Wien und  arbeitete dort als Tiefbauingenieur. Anfang 1940 wurde er zum Militärdienst eingezogen. Nach Kriegsende übte er seinen Beruf in Westdeutschland aus.
Laut Find a Grave ist er am Friedhof Unterbach auf Feld 2, Nr. 51 begraben.

## Filmografie
- 1933: Hitlerjunge Quex: Ein Film vom Opfergeist der deutschen Jugend
- 1933: Alle machen mit (Kurzfilm, 6 Minuten)
- 1935: Wunder des Fliegens: Der Film eines deutschen Fliegers / Wolkenrausch